# Johan Sjöblom (jurist)
Johan Alexander Sjöblom, född 12 september 1873 i Mariehamn, död 25 mars 1971 i Ekenäs, var en finländsk jurist. 
Sjöblom, som var son till lotsåldermannen, kapten Johan Sjöblom och Anna Julina Johansson, blev student 1892, avlade rättsexamen 1898, högre förvaltningsexamen 1899 och blev vicehäradshövding 1901. Han blev yngre justitierådman vid Helsingfors rådhusrätt 1909, äldre justitierådman 1920, häradshövding i Ålands domsaga 1925 och innehade samma befattning i Raseborgs domsaga 1935–1943. Han var sekreterare vid Tekniska högskolan 1918–1925, sjömanshuset i Helsingfors och i Helsingfors skeppsbefälhavarförening. Han innehade även olika befattningar vid tullstyrelsen, sjöfartsstyrelsen och Helsingfors navigationsskola. 
Sjöblom var ordförande i Juridiska Föreningens i Finland Ålandskrets, senare i filialavdelningen Raseborgs jurister, i Ålands redareförening, i Ålands sång- och musikförbund samt vicekommodor i Ålands segelsällskap. Han representerade Svenska folkpartiet i Finlands riksdag 1933–1935 samt var medlem kyrkomötet 1929 och 1948. Han tilldelades lagmans titel 1936 och blev hedersledamot av Ålands Redarförening 1954.